# Calea ferată Timișoara–Jimbolia–Kikinda
Calea ferată Timișoara-Jimbolia-Kikinda este o magistrală secundară de cale ferată (magistrala CFR 919) care leagă municipiul Timișoara de orașul Jimbolia, trece granița dintre România cu Serbia și are capăt de linie în orașul sârbesc Kikinda (Chichinda Mare).
La inaugurarea ei în anul 1857 a făcut parte din Calea ferată Szeged–Timișoara.